# Rafael Paz
Rafael Paz Marín (Puebla de Don Fadrique, 2 agosto 1965) è un ex calciatore spagnolo.

## Carriera

### Club
Cresciuto nel Granada 74, nel 1984 passa al Siviglia, con cui debutta in Primera División spagnola il 9 settembre 1984. Dopo due anni nella squadra riserve, passa in pianta stabile nella squadra principale, con cui rimane per undici stagioni totalizzando 340 presenze.
Conclude la carriera nel 1998 dopo un anno nella società messicana dell'Atletico Celaya.

### Nazionale
Ha totalizzato 7 presenze con la Nazionale di calcio spagnola, con cui ha partecipato al Campionato mondiale di calcio 1990.
Il suo debutto risale al 21 febbraio 1990 in Spagna-Cecoslovacchia 1-0.

## Palmarès

### Giocatore

#### Competizioni nazionali
- Coppa di Spagna: 3

Real Saragozza: 1985-1986
Real Madrid: 1992-1993
Deportivo La Coruna: 1994-1995
- Supercoppa di Spagna: 1

Deportivo La Coruna: 1995